# Teodor Paul
Teodor Paul (ur. 22 kwietnia 1987 w Koszycach) – słowacki piłkarz ręczny grający na pozycji bramkarza. Karierę rozpoczął w słowackim zespole MHK Koszyce. Obecnie gra w węgierskim klubie PLEC KC Budapeszt. W europejskich rozgrywkach występował jak dotąd w dwóch sezonach – 2006/2007 (w barwach MHK Koszyce) oraz 2008/2009 (jako zawodnik PLEC KC Budapeszt), w obu sezonach grając w Pucharze Zdobywców Pucharów. Znalazł się w składzie swojej reprezentacji na Mistrzostwa Świata 2009 oraz Mistrzostwa Świata 2011.